# Dr.LOOPER
Dr.LOOPER（ドクター・ルーパー、本名：藤田飛鳥、1969年 - ）は、RHYMESTERの元メンバー。トラックメイカー、マニピュレーターとして在籍。EAST ENDのDJであるROCK-Teeと音楽ユニットLR STEREOを組んでいる。

## 来歴
巣鴨中学校・高等学校・早稲田大学では宇多丸と同級生。1995年のシングル「PLUS ALPHA」まではRHYMESTERのメンバーとして在籍。2007年、FG NIGHT前に開かれた慰労会に参加するなど現在もRHYMESTERのメンバーとは交流がある。